# Gruppo Feltrinelli
EFFE 2005 Gruppo Feltrinelli S.p.A., conosciuta più semplicemente come Gruppo Feltrinelli, è una holding italiana fondata nel 2005, come fusione della casa editrice Feltrinelli, nata nel 1954 a Milano, e della catena di librerie italiane laFeltrinelli (conosciute anche come Librerie Feltrinelli).

## Storia
Nel 2005 è stata costituita la holding EFFE 2005 Gruppo Feltrinelli S.p.A. che riunisce sotto un'unica compagine le varie aree di investimento controllate dalla famiglia Feltrinelli: servizi editoriali, tv, retail, editoria, formazione, immobiliare.
Nel 2008 il Gruppo Feltrinelli ha acquisito la maggioranza di PDE (Promozione Distribuzione Editoria), che con i suoi 5.000 punti vendita era la seconda realtà distributiva italiana. Nel 2014 Messaggerie e il Gruppo Feltrinelli hanno dato vita ad una joint venture, creando un polo di distribuzione da 70 milioni di libri all'anno. 
Nel gennaio 2017 è entrata con una quota del 37,5% nella SEM (Società Editrice Milanese) fondata pochi mesi prima dall'ex responsabile della Mondadori Libri, Riccardo Cavallero. Nell'ottobre 2017 ha acquisito il 40% della casa editrice Marsilio, con l'impegno di arrivare al 55% dopo due anni.. Nel febbraio 2023 ha acquisito il 100% di SEM.
Nel marzo 2013 l'Antica Focacceria San Francesco S.p.A. è passata ad EFFE 2005 per il 95%, che ne possedeva già il 49%. Antica Focacceria San Francesco gestisce così gli spazi ristorativi all'interno dei punti vendita Feltrinelli e i tre ristoranti di proprietà: i RED di Roma, Firenze e Milano.
L'11 maggio 2013 è stato lanciato il canale televisivo LaF, con la collaborazione del gruppo editoriale L'Espresso e di LA7, sul canale 50 del digitale terrestre e dall'aprile 2014 sul canale 139 di Sky.
Nel 2019 il Gruppo Feltrinelli ha aumentato al 51,5% la sua partecipazione nel capitale sociale della Scuola Holden, la scuola di scrittura e storytelling fondata da Alessandro Baricco nel 1994, diventandone così azionista di maggioranza.
Il 5 gennaio 2022 Alessandra Carra subentra come amministratore delegato del gruppo, sostituendo Roberto Rivellino.
Il 31 dello stesso mese e dello stesso anno, LaF chiude le trasmissioni, mentre i contenuti saranno disponibili su altre piattaforme. All'inizio del 2023 si annuncia la trasformazione de LaF in Feltrinelli Media, per produrre e acquisire contenuti audiovisivi.
A luglio 2023 viene annunciata la nascita di un nuovo marchio editoriale in seno alla Giangiacomo Feltrinelli Editore, chiamato Feltrinelli Gramma e diretto da Giuseppe Russo, ex direttore editoriale della casa editrice Neri Pozza. La stessa Feltrinelli Editore nel luglio 2024 entra nell'azionariato di Adelphi rilevando il 10% della società dalla famiglia Pellizzi.

## Organigramma societario
Attraverso la holding EFFE 2005 Gruppo Feltrinelli SpA, il gruppo Feltrinelli possiede:
- Andegari S.r.l.
  - Finaval S.p.A. (27,78%)
  - Feltrinelli S.p.A. (100%)
    - Feltrinelli Franchising S.r.l. (100%)
    - Finlibri S.r.l. (100%)
    - LaFeltrinelli RED S.p.A. (100%)
    - FSR Feltrinelli Sviluppo Retail S.r.l. (100%)
    - PDE S.r.l. (100%)
    - Stereo Online S.r.l. (100%)
      - LaFeltrinelli Internet Bookshop S.r.l. (100%)

    - EFFE TV S.r.l. (100%)
    - Companyia Central Llibretera S.L. (90,42%)
    - Editorial Anagrama S.A. (99%)
    - Giangiacomo Feltrinelli Editore S.r.l. (100%)
      - Marsilio Editori S.p.A. (55%)
        - Marsilio Arte S.r.l. (50,99%)

      - IF Idee Editoriali Feltrinelli S.r.l. (100%)
        - Società Editrice Milanese S.r.l. (100%)

    - Holden S.r.l. (100%)
    - Feltrinelli Education S.r.l. (90%)

Altre partecipazioni detenute dalla holding:
- Edigita S.r.l. (50%)
- Donzelli Editore S.r.l. (20%)
- EmmeEffe Libri S.p.A. (30%)

È anche proprietaria della Fondazione Giangiacomo Feltrinelli, di FGF Servizi Società Benefit S.r.l. e dell'Associazione "Il Razzismo è una brutta storia".
Tramite Giangiacomo Feltrinelli Editore e sue partecipate, controlla inoltre i seguenti marchi:
- Apogeo
- Crocetti Editore
- Eskimosa (società di produzione)
- Feltrinelli Scuola
- Gribaudo
- Kowalski
- Rough Guides
- Sonzogno
- Urra
- Vita